# 리타 라퐁텐

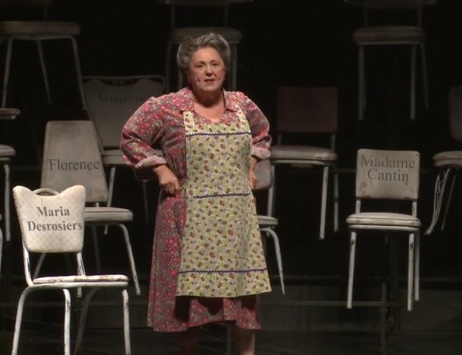

리타 라퐁텐(프랑스어: Rita Lafontaine, 1939년 6월 8일 ~ 2016년 4월 4일)은 캐나다의 배우이다.
트루아리비에르에서 태어났으며 몬트리올에서 사망하였다.

## 영화
- 노에미: 르 시크릿 (2009년)
- 대단한 유혹 (2003년)
- 스트릿하트 (1998년)
- 생활이 그대를 속일지라도 (1992년)